# ベカ・グビニアシビリ
ベカ・グビニアシビリ（Beka Gviniashvili 1995年10月26日- ）は、グルジア (現国名：ジョージア) のシダ・カルトリ州出身の柔道選手。階級は90kg級。身長175cm。

## 人物
2011年にはヨーロッパカデとヨーロッパユースオリンピックフェスティバル81kg級で優勝すると、世界カデでも優勝を飾った。世界ジュニアでは3位だった。2012年にはシニアの大会であるワールドカップ・トビリシとワールドカップ・プラハで2位になると、ヨーロッパジュニアでも2位となった。2013年には階級を90kg級に上げると、ヨーロッパジュニアで優勝した。世界ジュニアでは個人戦をオール一本勝ちで制すると、団体戦でも決勝でギリシャを破って2冠を達成した。2014年には世界団体で3位になった。ヨーロッパジュニアでは2連覇するも、世界ジュニアでは準決勝で世界選手権で2位になったハンガリーのトート・クリスティアーンに敗れて3位にとどまった。また、団体戦でも決勝で日本チームに敗れて2位だった。2015年のグランプリ・トビリシでは同じグルジアのライバルである先輩のヴァルラーム・リパルテリアニを破って優勝した。続くワールドマスターズでは2回戦で世界チャンピオンのイリアス・イリアディスを破ると、決勝では日本の吉田優也を大腰で破って優勝を飾った。世界選手権では準々決勝で日本のベイカー茉秋を有効で破ったが、準決勝でロシアのキリル・デニソフに合技で敗れると、3位決定戦でもリパルテリアニに外巻込で敗れて5位に終わった。世界団体では3位になった。世界ジュニアでは2年ぶりに優勝を飾った。その後、国内の同じ階級にはリパルテリアニがいるために100kg級で2016年リオデジャネイロオリンピック代表を目指すことになった。2016年のグランドスラム・バクーでは準決勝でウルフ・アロンを大内返で破るなど、オール一本勝ちで優勝した。リオデジャネイロオリンピックでは準々決勝でフランスのシリル・マレに技ありで敗れると、敗者復活戦も日本の羽賀龍之介に指導1で敗れて7位に終わった。その後再び90kg級に戻すと、2017年のグランプリ・デュッセルドルフでは優勝した。ワールドマスターズでは決勝で韓国の郭同韓に合技で一本勝ちして、今大会2年ぶりの優勝を果たした。2018年のグランドスラム・パリでは決勝で向翔一郎に開始早々の背負投で敗れて2位にとどまった。その際に向が、左膝を負傷したグビニアシビリの肩をかけて退場を手伝ったことにより、観衆からスタンディングオベーションを受けることになった。2019年のグランドスラム・大阪では3回戦でオリンピックチャンピオンのベイカーを支釣込足で破ると、準決勝では長澤憲大を合技で破るなどして優勝を果たした。2021年のワールドマスターズでは決勝でオランダのノエル・ファントエンドに敗れて2位、ヨーロッパ選手権でも決勝で同僚のラシャ・ベカウリに敗れて2位にとどまり、結果として東京オリンピックには出場できなかった。2025年6月にオスタリンの陽性反応が出るドーピング違反で4年間の資格停止性分を科された。

## 主な戦績
81kg級での戦績
- 2011年 - ヨーロッパカデ選手権　優勝
- 2011年 - ヨーロッパユースオリンピックフェスティバル　優勝
- 2011年 - 世界カデ　優勝
- 2011年 - 世界ジュニア　3位
- 2012年 - ワールドカップ・トビリシ　2位
- 2012年 - ワールドカップ・プラハ　2位
- 2012年 - ヨーロッパジュニア　2位

90kg級での戦績
- 2013年 - ヨーロッパオープン・トビリシ　5位
- 2013年 - ヨーロッパジュニア　優勝
- 2013年 - 世界ジュニア　個人戦　優勝　団体戦　優勝
- 2014年 - グランプリ・サムスン　優勝
- 2014年 - グランドスラム・バクー　3位
- 2014年 - グランプリ・ハバナ　3位
- 2014年 - グランプリ・ウランバートル　優勝
- 2014年 - 世界団体　3位
- 2014年 - ヨーロッパジュニア　個人戦　優勝　団体戦　優勝
- 2014年 - 世界ジュニア　個人戦　3位　団体戦　2位
- 2015年 - ヨーロッパオープン・ローマ　3位
- 2015年 - グランプリ・デュッセルドルフ　3位
- 2015年 - グランプリ・トビリシ　優勝
- 2015年 - ワールドマスターズ　優勝
- 2015年 - 世界選手権　5位
- 2015年 - 世界団体　3位
- 2015年 - 世界ジュニア　個人戦　優勝　団体戦　2位

100kg級での戦績
- 2016年 - パンナムオープン・リマ　優勝
- 2016年 - パンナムオープン・ブエノスアイレス　優勝
- 2016年 - グランプリ・サムスン　優勝
- 2016年 -　グランドスラム・バクー　優勝
- 2016年 - リオデジャネイロオリンピック 7位

90kg級での戦績
- 2017年 -　グランプリ・デュッセルドルフ　優勝
- 2017年 - ヨーロッパ選手権　個人戦　3位　団体戦　優勝
- 2017年 - グランドスラム・アブダビ　2位
- 2017年 -　ワールドマスターズ　優勝
- 2018年 -　グランドスラム・パリ　2位
- 2019年 - グランドスラム・エカテリンブルグ　2位
- 2019年 - グランプリ・トビリシ　3位
- 2019年 - グランプリ・ブダペスト　3位
- 2019年 - グランプリ・ザグレブ　優勝
- 2019年 - グランドスラム・大阪　優勝
- 2020年 -　グランドスラム・デュッセルドルフ　3位
- 2021年 -　ワールドマスターズ　2位
- 2021年 -　グランドスラム・テルアビブ　3位
- 2021年 -　ヨーロッパ選手権　2位
- 2021年 -　グランドスラム・バクー 3位
- 2022年 -　グランドスラム・トビリシ 優勝
- 2022年 -　グランドスラム・ブダペスト 3位
- 2022年 -　グランプリ・ザグレブ 優勝
- 2022年 -　グランドスラム・アブダビ　優勝
- 2023年 -　グランドスラム・テルアビブ　優勝

(出典、JudoInside.com)